# La Orbada
La Orbada település Spanyolországban, Salamanca tartományban. La Orbada Aldeanueva de Figueroa községgel határos. Lakosainak száma 182 fő (2024).

## Népesség
A település népessége az elmúlt években az alábbi módon változott:
| Lakosok száma | 284  | 284  | 264  | 247  | 226  | 208  | 218  | 199  | 184  | 182  |
|               | 2001 | 2004 | 2007 | 2009 | 2012 | 2014 | 2017 | 2019 | 2022 | 2024 |